# Café Society
Café Society is een Amerikaanse film uit 2016, geschreven en geregisseerd door Woody Allen. De film ging op 11 mei in première als openingsfilm van het filmfestival van Cannes (buiten competitie).

## Verhaal
Een Joodse familie woont in New York in de jaren 1930. Een van de gezinsleden trekt naar Hollywood om er filmagent te worden.

## Rolverdeling
| Acteur          | Personage               |
| --------------- | ----------------------- |
| Jesse Eisenberg | Bobby Dorfman           |
| Kristen Stewart | Veronica "Vonnie" Sybil |
| Steve Carell    | Phil Stern              |
| Blake Lively    | Veronica Hayes          |
| Parker Posey    | Rad Taylor              |
| Corey Stoll     | Ben Dorfman             |
| Jeannie Berlin  | Rose Dorfman            |
| Ken Stott       | Marty Dorfman           |
| Anna Camp       | Candy                   |
| Paul Schneider  | Steve                   |
| Sheryl Lee      | Karen Stern             |
| Tony Sirico     | Vito Pugioni            |
| Stephen Kunken  | Leonard                 |
| Sari Lennick    | Evelyn Dorfman          |
| Max Adler       | Walt                    |
| Don Stark       | Sol                     |
| Gregg Binkley   | Mike                    |

## Productie
De filmopnames gingen van start in augustus 2015 in en rond Los Angeles en er werd vervolgens gefilmd in New York. Op 16 maart 2016 werd de titel van de film bekendgemaakt.